# Diskografie Of Monsters and Men
Toto je seznam vydané diskografie islandské indie folk/rockové skupiny Of Monsters and Men.

## Alba

### Studiová alba
| My Head Is an Animal                                                                    | - Vydáno: 20. září 2011 (Island) 3. dubna 2012 (Severní Amerika) 27. dubna 2012 (Evropa) - Vydavatelství: Republic | 1 | 1  | 17 | 14 | 4 | 4  | 4  | 29 | 3  | 6 | - ARIA: 2× Platinum - BPI: Platinum - BVMI: Platinum - MC: 2× Platinum - RIAA: 2× Platinum - RMNZ: Platinum |
| Beneath the Skin                                                                        | - Vydáno: 8. června 2015 (Island) 9. června 2015 (celosvětově) - Vydavatelství: Republic                           | 2 | 4  | 20 | 23 | 1 | 10 | 10 | 6  | 10 | 3 | - BPI: Silver - MC: Gold                                                                                    |
| Fever Dream                                                                             | - Vydáno: 26. července 2019 - Vydavatelství: Republic                                                              | 1 | 21 | 55 | 81 | 2 | 29 | —  | 13 | 15 | 9 | |
| "—" značí, že se nahrávka neumístila v hitparádách nebo v tomto území ani nebyla vydána | |   |    |    |    |   |    |    |    |    |   | |

### Kompilační alba
| Název     | Detaily                                       | Umístění v hitparádách | Umístění v hitparádách | Umístění v hitparádách |
| Název     | Detaily                                       | AUS                    | US                     | US Alt.                |
| --------- | --------------------------------------------- | ---------------------- | ---------------------- | ---------------------- |
| Ófreskja  | - Vydáno: 1. dubna 2022 - Vydavatelství: UMG  | –                      | –                      | –                      |
| Manneskja | - Vydáno: 15. dubna 2022 - Vydavatelství: UMG | –                      | –                      | –                      |

### Koncertní alba
| Název                                     | Detaily                                               |
| ----------------------------------------- | ----------------------------------------------------- |
| Live from Vatnagarðar                     | - Vydáno: 10. prosince 2013 - Vydavatelství: Republic |
| My Head Is an Animal (The Cabin Sessions) | - Vydáno: 9. prosince 2022 - Vydavatelství: Republic  |

## Extended play
| Název          | Detaily                                                               | Umístění v hitparádách | Umístění v hitparádách | Umístění v hitparádách |
| Název          | Detaily                                                               | AUS                    | US                     | US Alt.                |
| -------------- | --------------------------------------------------------------------- | ---------------------- | ---------------------- | ---------------------- |
| Into the Woods | - Vydáno: 20. prosince 2011 (Spojené státy) - Vydavatelství: Republic | 66                     | 108                    | 18                     |
| Tíu            | - Vydáno: 10. června 2022 - Vydavatelství: Republic                   | —                      | —                      | —                      |

## Singly
| "Little Talks"                                                                          | 2011 | 1  | 7  | 3 | 55 | 1  | 4  | 24 | 12 | 20 | 3  | - ARIA: 6× Platinum - BPI: 2× Platinum - IFPI SWI: Gold - MC: 3× Platinum - RIAA: 7× Platinum - RMNZ: 2× Platinum | My Head Is an Animal |
| "Mountain Sound"                                                                        | 2012 | —  | 29 | — | 69 | 28 | 22 | —  | 66 | —  | 14 | - ARIA: Platinum - BPI: Silver - MC: Gold - RIAA: Platinum - RMNZ: Gold                                           | My Head Is an Animal |
| "Dirty Paws"                                                                            | 2013 | —  | —  | — | —  | —  | 35 | 75 | —  | —  | 24 | - ARIA: Platinum - BPI: Silver - MC: Gold - RIAA: Platinum - RMNZ: Gold                                           | My Head Is an Animal |
| "King and Lionheart"                                                                    | 2013 | —  | —  | — | —  | —  | —  | —  | —  | —  | 28 | - RIAA: Platinum                                                                                                  | My Head Is an Animal |
| "Crystals"                                                                              | 2015 | 2  | 94 | — | 84 | —  | —  | —  | —  | —  | 12 | | Beneath the Skin     |
| "I of the Storm"                                                                        | 2015 | —  | —  | — | —  | —  | —  | —  | —  | —  | 28 | | Beneath the Skin     |
| "Empire"                                                                                | 2015 | 25 | —  | — | —  | —  | —  | —  | —  | —  | —  | | Beneath the Skin     |
| "Hunger"                                                                                | 2015 | —  | —  | — | —  | —  | —  | —  | —  | —  | 26 | | Beneath the Skin     |
| "Wolves Without Teeth"                                                                  | 2016 | 4  | —  | — | —  | —  | —  | —  | —  | —  | —  | | Beneath the Skin     |
| "Alligator"                                                                             | 2019 | 6  | —  | — | —  | —  | —  | —  | —  | —  | 8  | | Fever Dream          |
| "Wild Roses"                                                                            | 2019 | 12 | —  | — | —  | —  | —  | —  | —  | —  | 38 | | Fever Dream          |
| "Wars"                                                                                  | 2019 | 11 | —  | — | —  | —  | —  | —  | —  | —  | 34 | | Fever Dream          |
| "Circles"                                                                               | 2020 | 15 | —  | — | —  | —  | —  | —  | —  | —  | —  | | Singl bez alb        |
| "Visitor"                                                                               | 2020 | 21 | —  | — | —  | —  | —  | —  | —  | —  | 48 | | Tíu                  |
| "Destroyer"                                                                             | 2021 | 5  | —  | — | —  | —  | —  | —  | —  | —  | —  | | Tíu                  |
| "Phantoms"                                                                              | 2021 | 35 | —  | — | —  | —  | —  | —  | —  | —  | —  | | My Head Is an Animal |
| "This Happiness"                                                                        | 2022 | 16 | —  | — | —  | —  | —  | —  | —  | —  | —  | | Tíu                  |
| "—" značí, že se nahrávka neumístila v hitparádách nebo v tomto území ani nebyla vydána |      |    |    |   |    |    |    |    |    |    |    | |                      |

## Další umístěné písně
| Název        | Rok  | Umístění v hitparádě | Album            |
| Název        | Rok  | ICE                  | Album            |
| ------------ | ---- | -------------------- | ---------------- |
| "Organs"     | 2015 | 8                    | Beneath the Skin |
| "Soothsayer" | 2019 | 21                   | Fever Dream      |

## Spolu umělec
| "Silhouettes"                                                                           | 2013 | — | 14 | 26 | Hunger Games: Vražedná pomsta   |
| "Sinking Man"                                                                           | 2013 | — | —  | —  | Živí mrtví                      |
| "Thousand Eyes"                                                                         | 2015 | — | —  | —  | Jessica Jones, Beneath the Skin |
| "—" značí, že se nahrávka neumístila v hitparádách nebo v tomto území ani nebyla vydána |      |   |    |    |                                 |

## Videoklipy
| Název                  | Rok  | Režisér                     | Reference |
| ---------------------- | ---- | --------------------------- | --------- |
| "Little Talks"         | 2012 | WeWereMonkeys               | [ 39 ]    |
| "Mountain Sound"       | 2012 | neznámé                     |           |
| "King and Lionheart"   | 2013 | WeWereMonkeys               | [ 40 ]    |
| "Crystals"             | 2015 | Arni a Kinski               | [ 41 ]    |
| "Empire"               | 2015 | Tabitha Denholm             | [ 42 ]    |
| "Wolves Without Teeth" | 2016 | Magnús Leifsson             | [ 43 ]    |
| "Alligator"            | 2019 | Shih-Ting Hung              | [ 44 ]    |
| "Wild Roses"           | 2019 | Thora Hilmarsdottir         | [ 45 ]    |
| "Wars"                 | 2019 | WeWereMonkeys               | [ 46 ]    |
| "Visitor"              | 2020 | Thora Hilmarsdottir         | [ 47 ]    |
| "Phantom"              | 2021 | WeWereMonkeys               | [ 48 ]    |
| "This Happiness"       | 2022 | Arnar Rósenkranz Hilmarsson | [ 49 ]    |